# کارل ویلهلم فوئرباخ
کارل ویلهلم فون فوئرباخ (زادهٔ ۳۰ مه 1800 – مرگ ۱۲ مارس ۱۸۳۴) هندسه‌دان آلمانی بود. او فرزند پاول یوهان آنزلم ریتر فن فویرباخ حقوق‌دان و برادر لودویگ فوئرباخ فیلسوف بود. پس از دریافت دکترا در سن ۲۲ سالگی، استاد ریاضیات در جیمنیزیوم ارلانگن شد. در سال ۱۸۲۲، وی کتاب کوچکی دربارهٔ ریاضیات نوشت که عمدتاً به قضیه ای دربارهٔ دایره نه نقطه می‌پرداخت، که اکنون با نام قضیه فوئرباخ شناخته می‌شود. در سال ۱۸۲۷، او مختصات همگن را مستقل از موبیوس معرفی کرد.

## یادداشت
1. ↑  «Feuerbach». sfabel.tripod.com. دریافت‌شده در ۲۰۲۰-۰۷-۲۱.